# Feederschiff
Ein Feederschiff (englisch feeder vessel oder feeder ship; v. engl. to feed ‚füttern‘, ‚versorgen‘) ist ein speziell für Container- oder Autotransporte gebautes Frachtschiff, das als Zulieferer und Verteiler für große Seeschiffe und Seehäfen tätig ist. In erster Linie wird der Begriff für Containerverkehre genutzt. Der Ladungsumschlag erfolgt an den Containerterminals.

## Bauformen und Ausstattung
Feederschiffe können mit einem eigenen Ladegeschirr ausgestattet sein und damit auch kleine Häfen ohne leistungsfähige Containerbrücken oder Kräne anlaufen. Feederschiffe sind eine moderne Form der Küstenmotorschiffe.
Dieser Schiffstyp arbeitet als Zubringer und Verteiler für die großen Container- und Autoterminals in Seehäfen und Tiefwasserhäfen, die von großen bis sehr großen Schiffen angelaufen werden können. Von und zu diesen Häfen transportiert ein Feeder Ladungen zu kleinen Küsten-, Kanal- und Binnenhäfen bzw. abseits liegenden Häfen, die von den im Überseeverkehr eingesetzten Containerschiffen z. B. aus ökonomischen Gründen nicht angelaufen werden. Ein weiterer Grund können Häfen mit nicht ausreichendem Tiefgang und zu wenigen Liegeplätzen mit der für den Umschlag notwendigen Infrastruktur sein.
Unter der Bezeichnung Feederschiff werden, abhängig vom Einsatzgebiet, unterschiedliche Schiffsgrößen zusammengefasst. In Europa können die meisten dieser Schiffe einige hundert Standardcontainer (TEU) transportieren, wobei die größten im Verkehr zu den Ostseehäfen eingesetzten Schiffe (Baltic Max Feeder) etwa 1400 TEU aufnehmen. In Ostasien fahren ebenfalls Feederschiffe mit einer Kapazität von deutlich über 1.000 TEU.
Seit der Eröffnung des vergrößerten Panamakanals Mitte 2016 sind (Stand Mitte 2017) die Charterraten für Panamax-Schiffe stark gesunken; diese Schiffe machen kleineren Feeder-Containerschiffen Konkurrenz.

## Betreiberfirmen (Auswahl)
- Unifeeder

## Fotogalerie

Feederschiffe Galerie
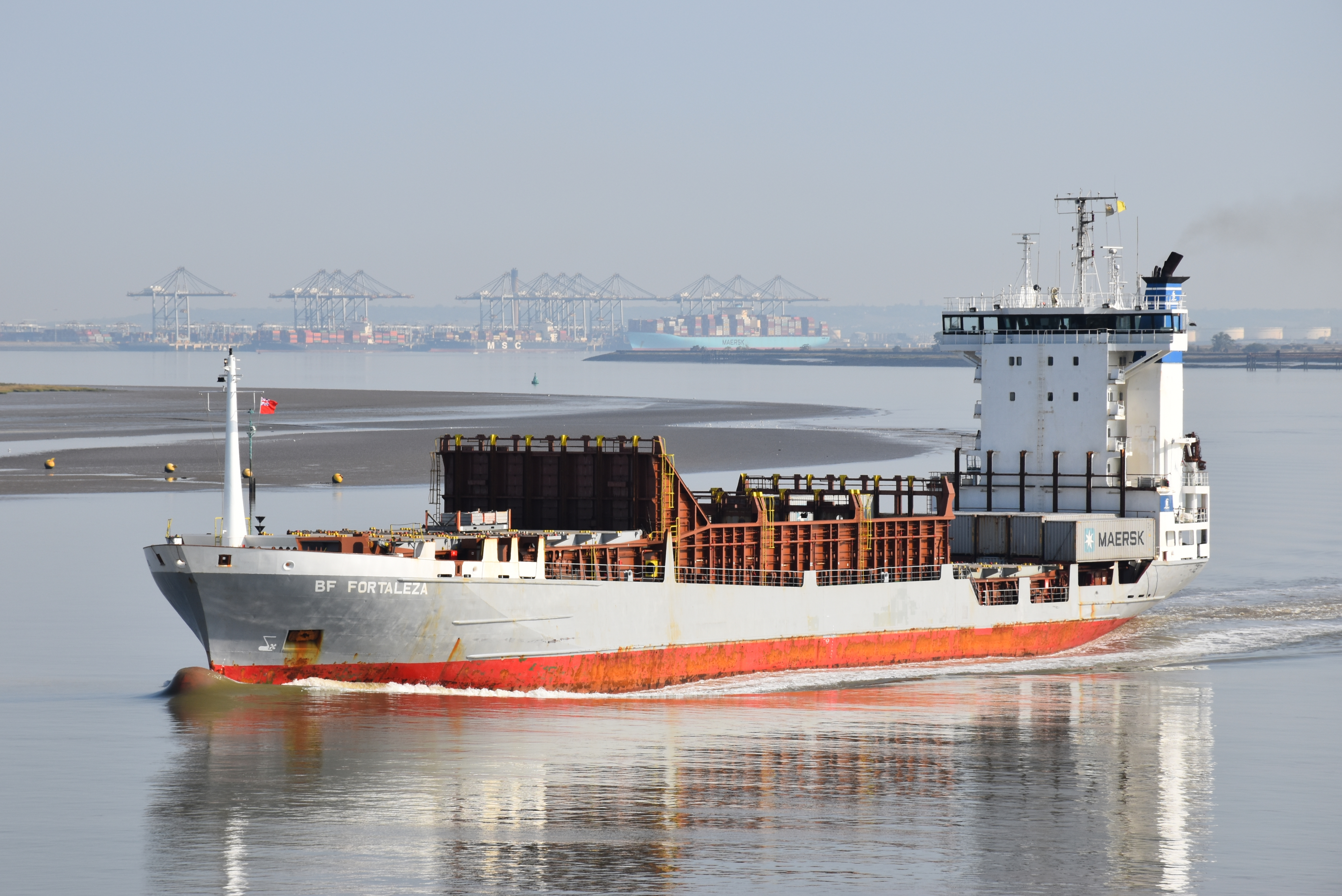
Feederschiff BF Fortaleza auf der Themse
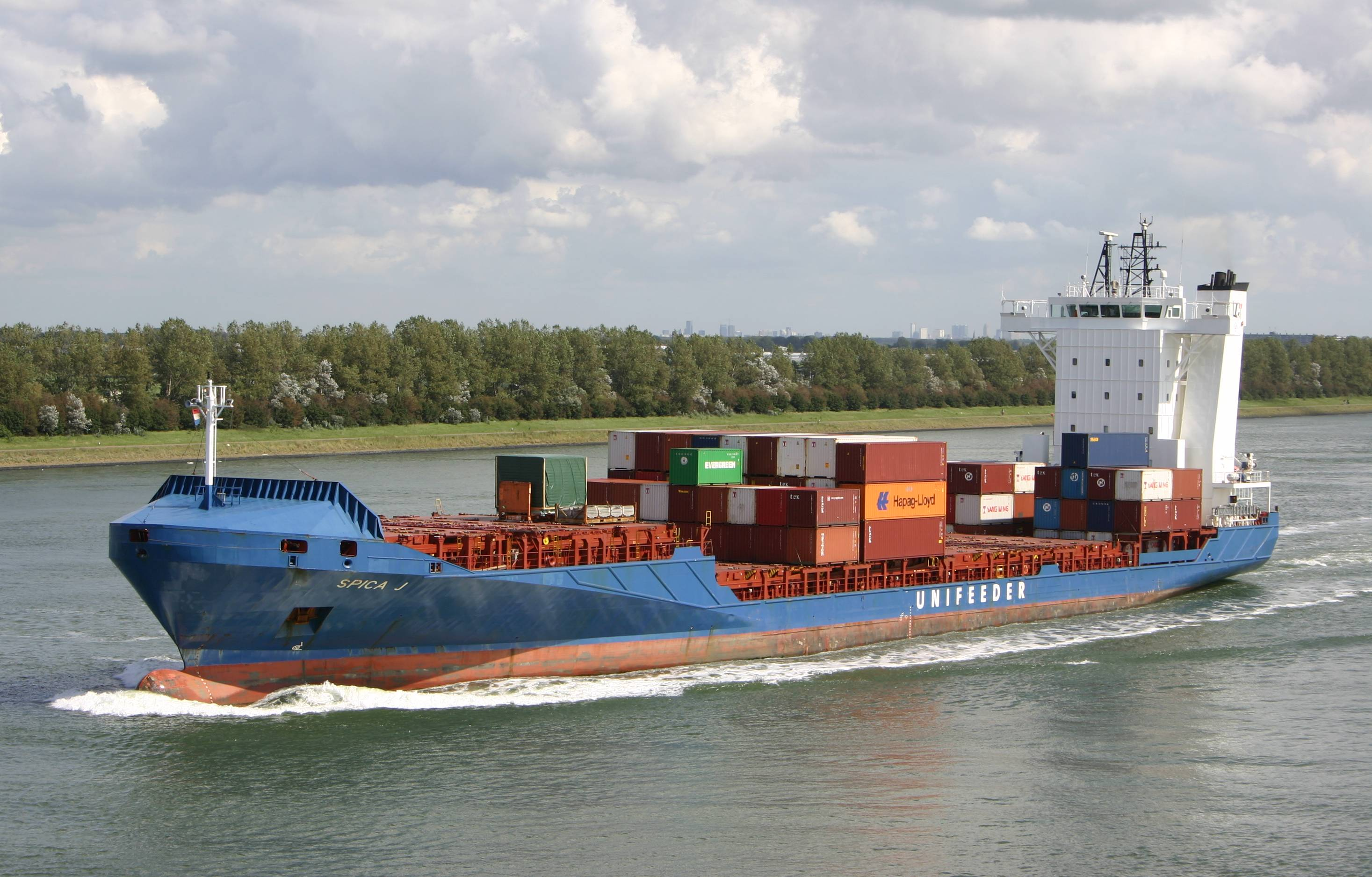
Die Spica J auf der Nieuwe Waterweg
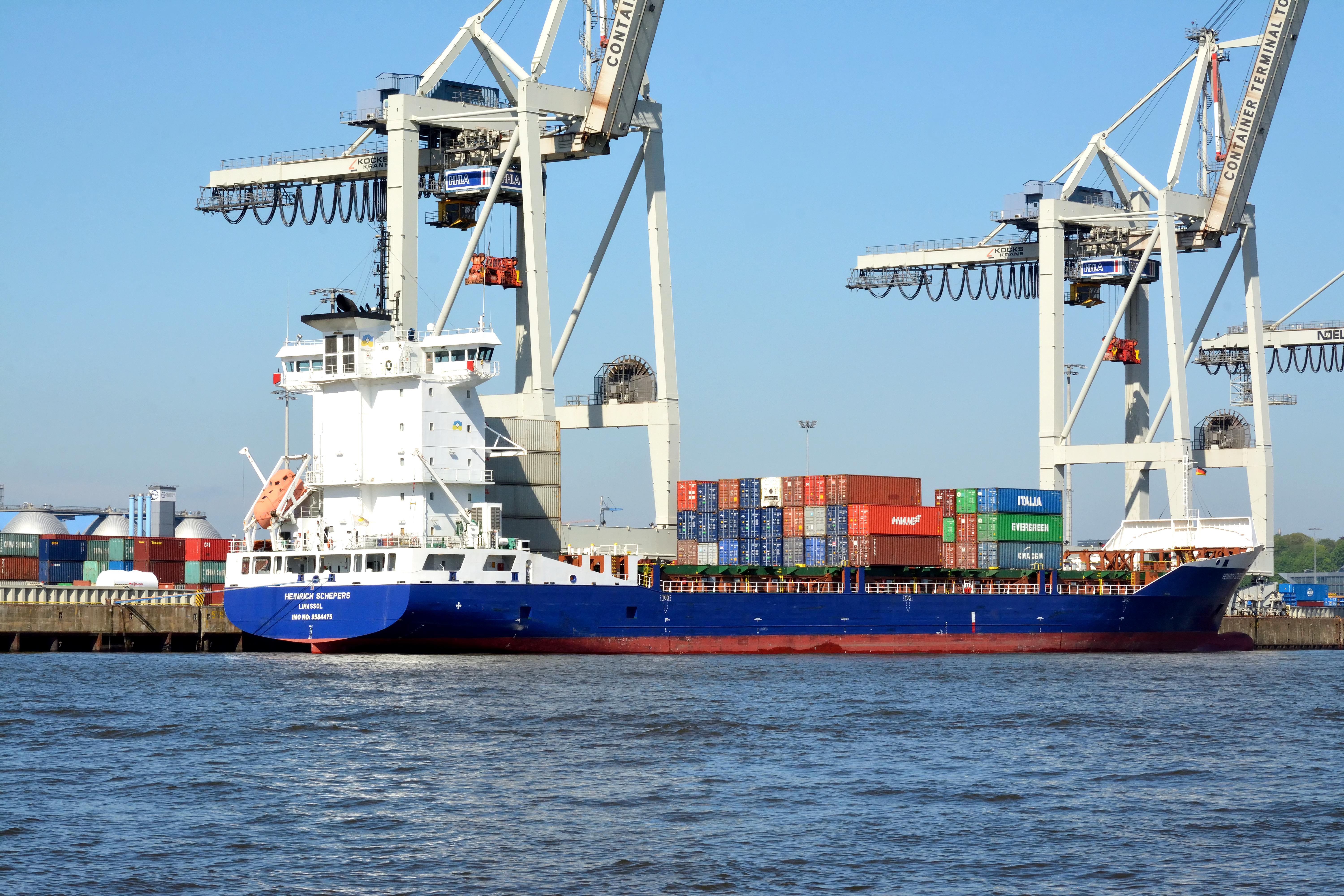
Feederschiff Heinrich Schepers im Hamburger Hafen
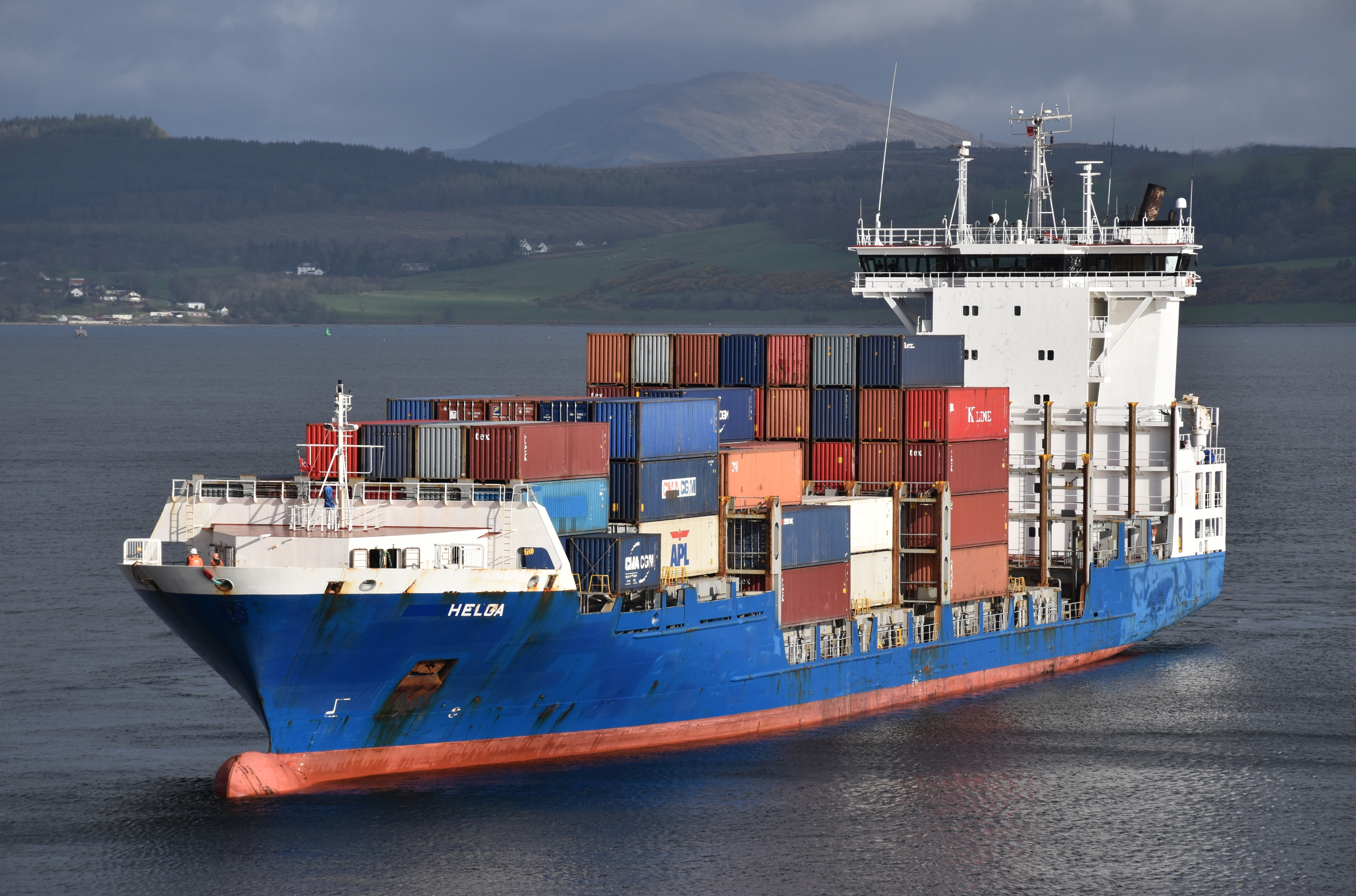
Sietas Typ 172 Helga auf der Clyde
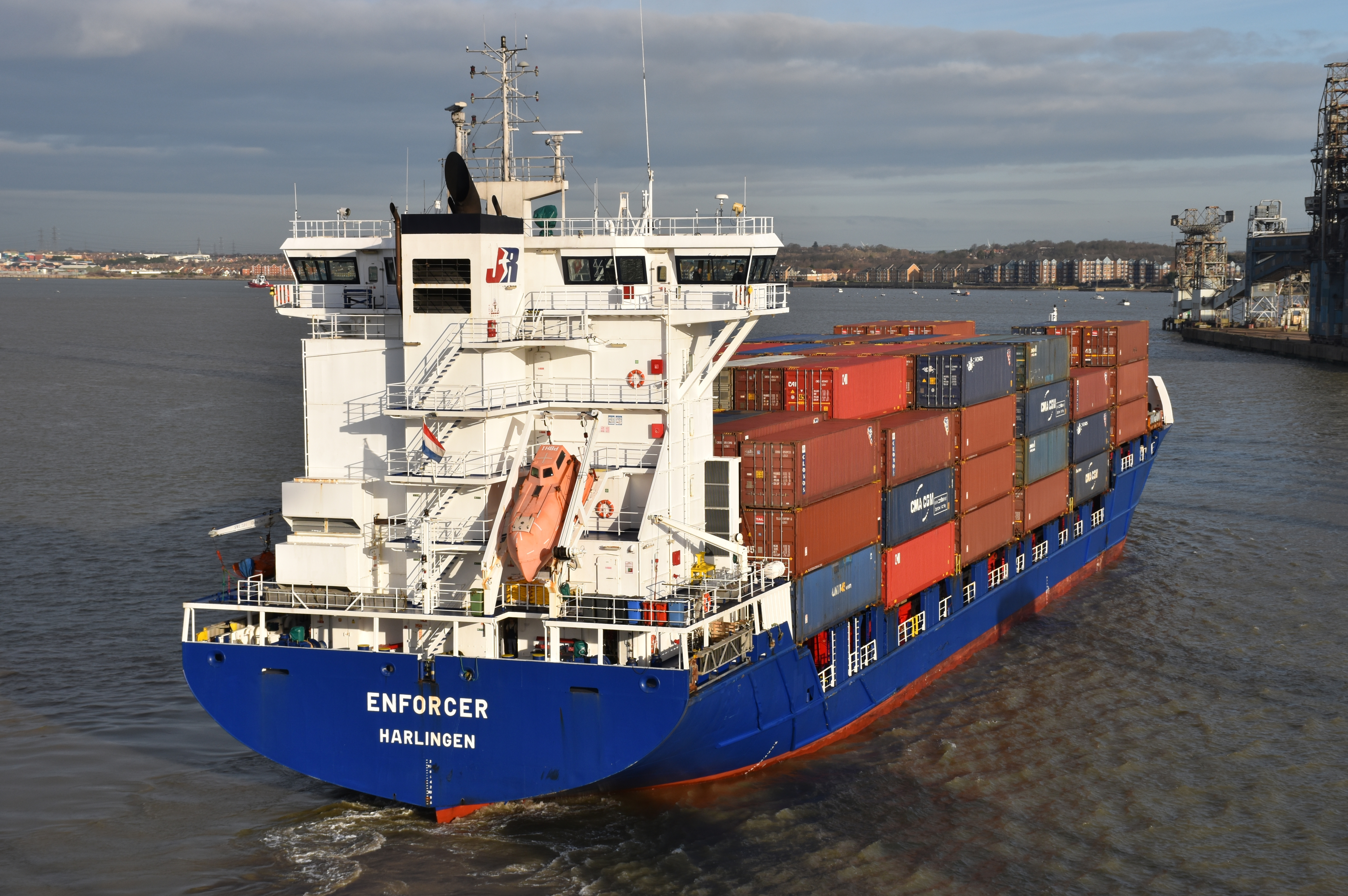
Die Enforcer bei Ankunft im Hafen von Tilbury